# 599 a.C.
Il 599 a.C. (DXCIX a.C. in numeri romani) è un anno  del VI secolo a.C.

## Nati
- 12 aprile - Mahavira, filosofo indiano († 527 a.C.)